# Autódromo Internacional de Goiânia
L'Autódromo Internacional de Goiânia è un circuito motoristico permanente situato a Goiânia, in Brasile. Dal 1987 al 1989 ha ospitato il Gran Premio del Brasile del motomondiale. Inaugurato nel 1974, dopo che nel 2011 ne era stata ventilata la demolizione, nel 2014 è stato sottoposto a un rifacimento e ospita competizioni automobilistiche locali. A Dicembre 2024 esce la notizia che Goiania ospiterà una tappa del Motomondiale dal 2026 al 2030 grazie a un nuovo accordo tra MotoGP, il governo di Goias e Brasil Motorsport.

## Tracciati

Circuito misto (1974-presente)
Circuito esterno (1974–presente)
Circuito interno (1974–presente)